# 拿单 (大卫之子)
拿单（希伯來語：נתן）是大衛王與拔示巴的兒子。

## 弥赛亚之父
根据卡巴拉和犹太神秘学最重要的著作光明篇，弥赛亚将是拿单的后裔。因为约阿施是大卫家族遗留的唯一的后裔（列王纪下11章），因此他必定是拿单的后裔。这也是斐洛引自杰希尔·本·所罗门·赫尔普林的观点。不过，塔木德的观点是约阿施出自于所罗门的后裔亚哈谢。 
在迈蒙尼德的第一部著作也门书信的第3章和塞费尔·哈米兹沃斯·洛伊·萨阿塞，作者相信弥赛亚将是所罗门的后裔。不过，邁蒙尼德在米什奈·妥拉中，只提到大卫王是弥赛亚的先祖，没有提到所罗门王，意味着拿单非常可能是弥赛亚的祖先。因此，迈蒙尼德最终的结论与光明篇的教导一致。
有一种解释是，弥赛亚是大卫王直系的父系后裔，而所罗门可能只是他母系的祖先。这符合邁蒙尼德在他的米什那约注释中的话，在那里他写道，弥赛亚是来自于大卫的“家族”，和所罗门的“子孙”。如果弥赛亚父系的祖先是所罗门，他应该说“出自于大卫和所罗门的家族”。
最后，应该指出，事实上，是否将弥赛亚追溯到所罗门并不重要。由于约阿施是大卫家族遗留的唯一的后裔，追溯到大卫王是无可置疑的。
卢巴维彻派拉比，是一位大卫之子拿单的后裔，所有摩西五经的支持者，被全世界公认为这一位置的有力的候选人。他去世于5754年，不能改变他是弥赛亚的事实，as 解释 by all Rishonim, and based on the Gemora (Sanhedrin)和卡巴拉 (光明篇和Kisvei Ho'Ari Zal).
在基督教传统中，耶稣（基督徒所认为的弥赛亚）的谱系出自拿单（路加福音3章31节：“买南是玛达他的儿子，玛达他是拿单的儿子，拿单是大卫的儿子，”）。不过，马太福音中则记载耶稣是大卫之子所罗门的后裔，而不是拿单的后裔（马太福音1章6节 “耶西生大卫王，大卫从乌利亚的妻子生所罗门⋯⋯”）。
许多人争辩说，它不具备邁蒙尼德所列出的必备的个性品质，在塞弗·哈亚德末尾，作者认为相信口头传统者如果接受上帝，也应该。
(Physics Bulletin, Vol. 30, p. 140) 英国物理学会会员H.S. 利普森教授声明说，“我们不必拒绝一个我们不喜欢，但是有证据支持的理论。”